# ناوماسا ياماساكاي
ناوماسا ياماساكاي (باليابانية:山崎 直方) هو عالم جغرافيا ياباني ويعتبر والد الجغرافيا اليابانية الحديثة.
كان أستاذاً في جامعة طوكيو الإمبراطورية في الفترة بين عامي 1911-1929، حيث أنشأ قسم الجغرافيا وأسس جمعية الجغرافيين اليابانية وهي أكاديمية المجتمع للدراسات الأساسية للجغرافيا في اليابان.
ولد في 10 آذار 1870 وتوفي في عام 26 تموز 1929م.